# Mike Noonan
Michael Noonan (Westport, 30 juni 1961) is een gepensioneerde Amerikaanse voetballer die professioneel speelde in de American Indoor Soccer Association en momenteel de hoofdcoach is van de Clemson Tigers.

## Carrière als speler
Noonan ging naar Middlebury College en speelde van 1979 tot 1982 in het herenvoetbalteam. Hij was een Division III NCAA First Team All American uit 1981 en 1982.   Noonan speelde voor de Louisville Thunder in de American Indoor Soccer Association. In 1986 tekende hij bij de Fort Wayne Flames, waar hij twee seizoenen doorbracht. In 2017 werd Noonan opgenomen in de Middlebury College Athletics Hall of Fame vanwege zijn speeltijd daar.

## Carrière als coach
In 1989 werd Noonan aangenomen als hoofdtrainer van het herenvoetbalteam van Wheaton College. Het team had in zijn eerste seizoen een record van 4–11–0, maar in zijn tweede seizoen bracht hij ze naar een record van 12–5–1. Dit leidde tot een transfer naar de Universiteit van New Hampshire, waar hij van 1991 tot 1994 coachte. In 1995 werd hij hoofdtrainer van het herenvoetbalteam van de Brown University. Noonan verzamelde een record van 160-77-31 met tien deelnames aan het NCAA-toernooi in vijftien seizoenen bij de Bears. Op 5 januari 2010 maakte Clemson University bekend dat ze Noonan hadden ingehuurd als hoofdtrainer van het herenvoetbalteam. Noonan genoot enig succes bij de Tigers. In 2014 leidde Noonan de Tigers naar de overwinning in het reguliere ACC seizoen. In 2015 leidde hij hen naar de finale van de College Cup, maar verloor uiteindelijk van Stanford. In 2016 eindigde Clemson als tweede in het ACC-toernooi en bereikte de kwartfinales van het NCAA-toernooi. In 2017 behaalde Noonan zijn 300e overwinning in zijn carrière als coach in een wedstrijd tegen South Carolina. Dit omvat ook de overwinningen uit zijn tijd als assistent-coach. In 2021 leidde hij Clemson naar een NCAA Nationaal Kampioenschap in een 2-0 overwinning tegen de Universiteit van Washington. In 2023 leidde Noonan zijn Clemson Tigers naar een 2-1 overwinning tegen de University of Notre Dame Fighting Irish voor zijn tweede nationale kampioenschap in Clemson.